# Prisoners of the Sun
A Prisoners of the Sun videójáték ami Hergé a Tintin Kalandjai sorozat a Hét kristálygömb és a Nap pionírjai című képregényeken alapul. 1995-ben jelent meg Game Boyra, 1997-ben Super Nintendo Entertainment Systemre és Windowsra, 2000-ben Game Boy Colorra.

## Játékmenet
A játékmenete a két korábbi Tintin játékéhoz, Tintin in Tibet-éhez és a Tintin: Destination Adventure-éhez a hasonló.

## Fordítás
- Ez a szócikk részben vagy egészben a Prisoners of the Sun (video game) című angol Wikipédia-szócikk fordításán alapul.  Az eredeti cikk szerkesztőit annak laptörténete sorolja fel. Ez a jelzés csupán a megfogalmazás eredetét és a szerzői jogokat jelzi, nem szolgál a cikkben szereplő információk forrásmegjelöléseként.

## Külső hivatkozások
- The Cult of Tintin a Tintinologist.org-on